# Kalimeriáni
Kalimeriáni, en grec moderne : Καλημεριάνοι, est un village du dème de Kými-Alivéri, sur l'île d'Eubée, en Grèce. Il est situé à 3 km de Kými.
Selon le recensement de 2011, la population de Kalimeriáni compte 303 habitants. 